# 1. Fußball-Club Kaiserslautern 2017-2018
Questa voce raccoglie le informazioni riguardanti il 1. Fußball-Club Kaiserslautern  nelle competizioni ufficiali della stagione calcistica 2017-2018.

## Stagione
Nella stagione 2017-2018 il Kaiserslautern, allenato da Michael Frontzeck, concluse il campionato di 2. Bundesliga al 18º posto e retrocesse in 3. Liga. In coppa di Germania il Kaiserslautern fu eliminato al primo turno dallo Stoccarda.

## Rosa
| N. |                      | Ruolo | Calciatore                 |
| -- | -------------------- | ----- | -------------------------- |
| 30 | Germania (bandiera)  | P     | Lennart Grill              |
| 24 | Germania (bandiera)  | P     | Marius Müller              |
| 32 | Germania (bandiera)  | P     | Jan-Ole Sievers            |
| 3  | Germania (bandiera)  | D     | Joel Abu Hanna             |
| 23 | Germania (bandiera)  | D     | Jan-Ingwer Callsen-Bracker |
| 19 | Germania (bandiera)  | D     | Marcel Correia             |
| 6  | Germania (bandiera)  | D     | Leon Guwara                |
| 5  | Germania (bandiera)  | D     | Benjamin Kessel            |
| 2  | Argentina (bandiera) | D     | Giuliano Modica            |
| 21 | Austria (bandiera)   | D     | Phillipp Mwene             |
| 27 | Germania (bandiera)  | D     | Patrick Salata             |
| 29 | Austria (bandiera)   | D     | Stipe Vučur                |
| 4  | Germania (bandiera)  | D     | Patrick Ziegler            |
| 14 | Danimarca (bandiera) | C     | Mads Albæk                 |
| 10 | Turchia (bandiera)   | C     | Halil Altıntop             |
| 15 | Germania (bandiera)  | C     | Dylan Esmel                |
| 8  | Germania (bandiera)  | C     | Gino Fechner               |

| N. |                        | Ruolo | Calciatore          |
| -- | ---------------------- | ----- | ------------------- |
| 28 | Germania (bandiera)    | C     | Daniel Halfar       |
| 11 | Norvegia (bandiera)    | C     | Ruben Jenssen       |
| 18 | Germania (bandiera)    | C     | Christoph Moritz    |
| 40 | Germania (bandiera)    | C     | Torben Müsel        |
| 36 | Germania (bandiera)    | C     | Manfred Osei-Kwadwo |
| 38 | Germania (bandiera)    | C     | Nils Seufert        |
| 25 | Germania (bandiera)    | C     | Carlo Sickinger     |
| 9  | Svezia (bandiera)      | A     | Sebastian Andersson |
| 7  | Australia (bandiera)   | A     | Brandon Borrello    |
| 22 | Curaçao (bandiera)     | A     | Gervane Kastaneer   |
| 26 | Kosovo (bandiera)      | A     | Valdrin Mustafa     |
| 35 | Inghilterra (bandiera) | A     | Osayamen Osawe      |
| 20 | Polonia (bandiera)     | A     | Kacper Przybyłko    |
| 37 | Germania (bandiera)    | A     | Nicklas Shipnoski   |
| 33 | Lituania (bandiera)    | A     | Lukas Spalvis       |
| 39 | Germania (bandiera)    | A     | David Tomić         |

## Organigramma societario
Area tecnica
- Allenatore: Michael Frontzeck
- Allenatore in seconda: Alexander Bugera, Martin Raschick
- Preparatore dei portieri: Gerald Ehrmann
- Preparatori atletici: Bastian Becker

## Risultati

### 2. Bundesliga

#### Girone di andata
| Arbitro: | Schmidt |

|                                           |           |  |
| Behrens 13’ Müller 25’ (aut.) Möhwald 54’ | Marcatori |  |

| Arbitro: | Hartmann |

|            |           |               |
| Halfar 39’ | Marcatori | 72’ Kamavuaka |

| Arbitro: | Dankert |

|                       |           |  |
| Bebou 43’ Neuhaus 76’ | Marcatori |  |

| Arbitro: | Kampka |

|                    |           |               |
| Reichel 80’ (aut.) | Marcatori | 27’ Hernández |

| Arbitro: | Sather |

|                               |           |               |
| Lewerenz 44’ Vučur 90’ (aut.) | Marcatori | 62’ Andersson |

| Arbitro: | Rohde |

|           |           |  |
| Höler 68’ | Marcatori |  |

| Arbitro: | Thomsen |

|  |           |                  |
|  | Marcatori | 30’, 48’ Bertram |

| Arbitro: | Schmidt |

|                                                     |           |  |
| Polter 6’, 25’, 77’ Modica 11’ (aut.) Skrzybski 32’ | Marcatori |  |

| Arbitro: | Storks |

|                         |           |  |
| Andersson 71’, 74’, 80’ | Marcatori |  |

| Arbitro: | Stegemann |

|             |           |               |
| Allagui 63’ | Marcatori | 77’ Andersson |

| Arbitro: | Heft |

|  |           |              |
|  | Marcatori | 67’ Bomheuer |

| Arbitro: | Aarnink |

|                           |           |                   |
| Stolze 10’, 49’ Knoll 33’ | Marcatori | 14’ (rig.) Moritz |

| Kaiserslautern 3 novembre 2017, ore 18:30 13ª giornata | Kaiserslautern | 0 – 0 referto | Bochum | Fritz-Walter-Stadion (19.086 spett.)\| Arbitro: \| Sather \| |
| Arbitro:                                               | Sather         |               |        |                                                              |

| Arbitro: | Reichel |

|           |           |                       |
| Röser 14’ | Marcatori | 85’ Vučur 88’ Spalvis |

| Arbitro: | Badstübner |

|  |           |                                 |
|  | Marcatori | 27’ Voglsammer 90’ Kerschbaumer |

| Arbitro: | Rohde |

|                                        |           |                              |
| Wittek 56’ Schnatterer 68’ (rig.), 90’ | Marcatori | 57’ Spalvis 80’ (aut.) Feick |

| Arbitro: | Jöllenbeck |

|              |           |             |
| Andersson 7’ | Marcatori | 79’ Lezcano |

#### Girone di ritorno
| Arbitro: | Günsch |

|                    |           |           |
| Bredlow 61’ (aut.) | Marcatori | 25’ Ishak |

| Arbitro: | Stieler |

|                   |           |                                            |
| Moritz 48’ (rig.) | Marcatori | 64’ (rig.) Haraguchi 78’ Raman 89’ Schmitz |

| Arbitro: | Sather |

|               |           |                 |
| Abdullahi 72’ | Marcatori | 5’, 35’ Spalvis |

| Arbitro: | Winkmann |

|                                         |           |              |
| Borrello 3’ Moritz 45’ (rig.) Osawe 51’ | Marcatori | 32’ Kinsombi |

| Arbitro: | Gräfe |

|  |           |             |
|  | Marcatori | 78’ Förster |

| Arbitro: | Steinhaus |

|            |           |                        |
| Platte 90’ | Marcatori | 16’ Borrello 61’ Mwene |

| Arbitro: | Dietz |

|                    |           |           |
| Köpke 2’ Munsy 63’ | Marcatori | 67’ Vučur |

| Arbitro: | Waschitzki |

|                                                       |           |                                         |
| Borrello 7’ Andersson 41’ Moritz 66’ (rig.) Mwene 86’ | Marcatori | 36’ (aut.) Andersson 51’, 81’ Skrzybski |

| Arbitro: | Heft |

|                      |           |           |
| Green 17’ Maloča 73’ | Marcatori | 45’ Osawe |

| Arbitro: | Willenborg |

|             |           |                       |
| Spalvis 84’ | Marcatori | 73’ (rig.) Bouhaddouz |

| Arbitro: | Schröder |

|                |           |                                |
| Il'jučenko 70’ | Marcatori | 12’, 48’, 64’ Osawe 83’ Kessel |

| Arbitro: | Kampka |

|               |           |           |
| Andersson 73’ | Marcatori | 6’ Saller |

| Arbitro: | Dankert |

|                                            |           |                       |
| Hinterseer 18’ Osawe 27’ (aut.) Stöger 81’ | Marcatori | 7’ Altıntop 48’ Vučur |

| Arbitro: | Siebert |

|  |           |           |
|  | Marcatori | 79’ Berko |

| Arbitro: | Winkmann |

|                                     |           |                    |
| Klos 62’ (rig.), 90’ Voglsammer 70’ | Marcatori | 37’, 54’ Andersson |

| Arbitro: | Thomsen |

|               |           |  |
| Andersson 68’ | Marcatori |  |

| Arbitro: | Waschitzki |

|          |           |                              |
| Gaus 49’ | Marcatori | 40’, 42’ Mwene 47’ Andersson |

### Coppa di Germania
| Arbitro: | Waschitzki |

|  |           |                                    |
|  | Marcatori | 17’, 69’ Osawe 40’ Atik 85’ Moritz |

| Arbitro: | Ittrich |

|            |           |                                          |
| Spalvis 7’ | Marcatori | 21’ (rig.) Ginczek 66’ Akolo 71’ Terodde |

## Statistiche

### Statistiche di squadra
| Competizione      | Punti | In casa | In casa | In casa | In casa | In casa | In casa | In trasferta | In trasferta | In trasferta | In trasferta | In trasferta | In trasferta | Totale | Totale | Totale | Totale | Totale | Totale | DR  |
| Competizione      | Punti | G       | V       | N       | P       | Gf      | Gs      | G            | V            | N            | P            | Gf           | Gs           | G      | V      | N      | P      | Gf     | Gs     | DR  |
| ----------------- | ----- | ------- | ------- | ------- | ------- | ------- | ------- | ------------ | ------------ | ------------ | ------------ | ------------ | ------------ | ------ | ------ | ------ | ------ | ------ | ------ | --- |
| 2. Bundesliga     | 35    | 17      | 4       | 7       | 6       | 18      | 20      | 17           | 5            | 1            | 11           | 24           | 35           | 34     | 9      | 8      | 17     | 42     | 55     | -13 |
| Coppa di Germania | -     | 1       | 0       | 0       | 1       | 1       | 3       | 1            | 1            | 0            | 0            | 4            | 0            | 2      | 1      | 0      | 1      | 5      | 3      | +2  |
| Totale            | -     | 18      | 4       | 7       | 7       | 19      | 23      | 18           | 6            | 1            | 11           | 28           | 35           | 36     | 10     | 8      | 18     | 47     | 58     | -11 |

### Andamento in campionato
| Giornata  | 1  | 2  | 3  | 4  | 5  | 6  | 7  | 8  | 9  | 10 | 11 | 12 | 13 | 14 | 15 | 16 | 17 | 18 | 19 | 20 | 21 | 22 | 23 | 24 | 25 | 26 | 27 | 28 | 29 | 30 | 31 | 32 | 33 | 34 |
| --------- | -- | -- | -- | -- | -- | -- | -- | -- | -- | -- | -- | -- | -- | -- | -- | -- | -- | -- | -- | -- | -- | -- | -- | -- | -- | -- | -- | -- | -- | -- | -- | -- | -- | -- |
| Luogo     | T  | C  | T  | C  | T  | T  | C  | T  | C  | T  | C  | T  | C  | T  | C  | T  | C  | C  | C  | T  | C  | C  | T  | T  | C  | T  | C  | T  | C  | T  | C  | T  | C  | T  |
| Risultato | P  | N  | P  | N  | P  | P  | P  | P  | V  | N  | P  | P  | N  | V  | P  | P  | N  | N  | P  | V  | V  | P  | V  | P  | V  | P  | N  | V  | N  | P  | P  | P  | V  | V  |
| Posizione | 18 | 14 | 16 | 17 | 17 | 18 | 18 | 18 | 17 | 18 | 18 | 18 | 18 | 18 | 18 | 18 | 18 | 18 | 18 | 18 | 18 | 18 | 18 | 18 | 18 | 18 | 18 | 18 | 18 | 18 | 18 | 18 | 18 | 18 |

Legenda:

Luogo: C = Casa; T = Trasferta. Risultato: V = Vittoria; N = Pareggio; P = Sconfitta.

### Statistiche dei giocatori
| Giocatore          | 2. Bundesliga | 2. Bundesliga | 2. Bundesliga | 2. Bundesliga | Coppa di Germania | Coppa di Germania | Coppa di Germania | Coppa di Germania | Totale   | Totale | Totale      | Totale     |
| Giocatore          | Presenze      | Reti          | Ammonizioni   | Espulsioni    | Presenze          | Reti              | Ammonizioni       | Espulsioni        | Presenze | Reti   | Ammonizioni | Espulsioni |
| ------------------ | ------------- | ------------- | ------------- | ------------- | ----------------- | ----------------- | ----------------- | ----------------- | -------- | ------ | ----------- | ---------- |
| L. Grill           | -             | -             | -             | -             | -                 | -                 | -                 | -                 | -        | -      | -           | -          |
| M. Müller          | 32            | 0             | 3             | 1             | 1                 | 0                 | 0                 | 0                 | 33       | 0      | 3           | 1          |
| J. Sievers         | 4             | 0             | 0             | 0             | 1                 | 0                 | 0                 | 0                 | 5        | 0      | 0           | 0          |
| J. Hanna           | 11            | 0             | 1             | 0             | 1                 | 0                 | 1                 | 0                 | 12       | 0      | 2           | 0          |
| J. Callsen-Bracker | 12            | 0             | 1             | 1             | -                 | -                 | -                 | -                 | 12       | 0      | 1           | 1          |
| M. Correia         | 11            | 0             | 3             | 0             | -                 | -                 | -                 | -                 | 11       | 0      | 3           | 0          |
| L. Guwara          | 25            | 0             | 5             | 0             | 2                 | 0                 | 0                 | 0                 | 27       | 0      | 5           | 0          |
| B. Kessel          | 24            | 1             | 6             | 2             | 2                 | 0                 | 0                 | 0                 | 26       | 1      | 6           | 2          |
| G. Modica          | 5             | 0             | 0             | 0             | 1                 | 0                 | 0                 | 0                 | 6        | 0      | 0           | 0          |
| P. Mwene           | 31            | 4             | 10            | 0             | 2                 | 0                 | 0                 | 0                 | 33       | 4      | 10          | 0          |
| P. Salata          | -             | -             | -             | -             | -                 | -                 | -                 | -                 | -        | -      | -           | -          |
| S. Vučur           | 34            | 3             | 3             | 0             | 2                 | 0                 | 0                 | 0                 | 36       | 3      | 3           | 0          |
| P. Ziegler         | 15            | 0             | 3             | 0             | -                 | -                 | -                 | -                 | 15       | 0      | 3           | 0          |
| M. Albæk           | 7             | 0             | 3             | 0             | 1                 | 0                 | 0                 | 0                 | 8        | 0      | 3           | 0          |
| H. Altıntop        | 14            | 1             | 0             | 0             | -                 | -                 | -                 | -                 | 14       | 1      | 0           | 0          |
| D. Esmel           | 3             | 0             | 0             | 0             | -                 | -                 | -                 | -                 | 3        | 0      | 0           | 0          |
| G. Fechner         | 17            | 0             | 3             | 0             | 2                 | 0                 | 0                 | 0                 | 19       | 0      | 3           | 0          |
| D. Halfar          | 9             | 1             | 2             | 0             | 1                 | 0                 | 0                 | 0                 | 10       | 1      | 2           | 0          |
| R. Jenssen         | 14            | 0             | 1             | 0             | -                 | -                 | -                 | -                 | 14       | 0      | 1           | 0          |
| C. Moritz          | 30            | 4             | 5             | 0             | 2                 | 1                 | 0                 | 0                 | 32       | 5      | 5           | 0          |
| T. Müsel           | 9             | 0             | 0             | 0             | -                 | -                 | -                 | -                 | 9        | 0      | 0           | 0          |
| M. Osei-Kwadwo     | 16            | 0             | 0             | 0             | -                 | -                 | -                 | -                 | 16       | 0      | 0           | 0          |
| N. Seufert         | 20            | 0             | 4             | 0             | 1                 | 0                 | 1                 | 0                 | 21       | 0      | 5           | 0          |
| C. Sickinger       | -             | -             | -             | -             | -                 | -                 | -                 | -                 | -        | -      | -           | -          |
| S. Andersson       | 29            | 12            | 1             | 0             | 1                 | 0                 | 0                 | 0                 | 30       | 12     | 1           | 0          |
| B. Borrello        | 19            | 3             | 6             | 0             | 1                 | 0                 | 0                 | 0                 | 20       | 3      | 6           | 0          |
| G. Kastaneer       | 10            | 0             | 1             | 0             | 1                 | 0                 | 0                 | 0                 | 11       | 0      | 1           | 0          |
| V. Mustafa         | -             | -             | -             | -             | -                 | -                 | -                 | -                 | -        | -      | -           | -          |
| O. Osawe           | 26            | 5             | 1             | 0             | 1                 | 2                 | 0                 | 0                 | 27       | 7      | 1           | 0          |
| K. Przybyłko       | 1             | 0             | 0             | 0             | -                 | -                 | -                 | -                 | 1        | 0      | 0           | 0          |
| N. Shipnoski       | 8             | 0             | 1             | 0             | 1                 | 0                 | 0                 | 0                 | 9        | 0      | 1           | 0          |
| L. Spalvis         | 24            | 5             | 4             | 1             | 1                 | 1                 | 1                 | 0                 | 25       | 6      | 5           | 1          |
| D. Tomić           | -             | -             | -             | -             | -                 | -                 | -                 | -                 | -        | -      | -           | -          |
| B. Atik            | 12            | 0             | 1             | 0             | 2                 | 1                 | 1                 | 0                 | 14       | 1      | 2           | 0          |
| R. Koch            | 3             | 0             | 0             | 0             | 1                 | 0                 | 0                 | 0                 | 4        | 0      | 0           | 0          |